# Stuart Damon

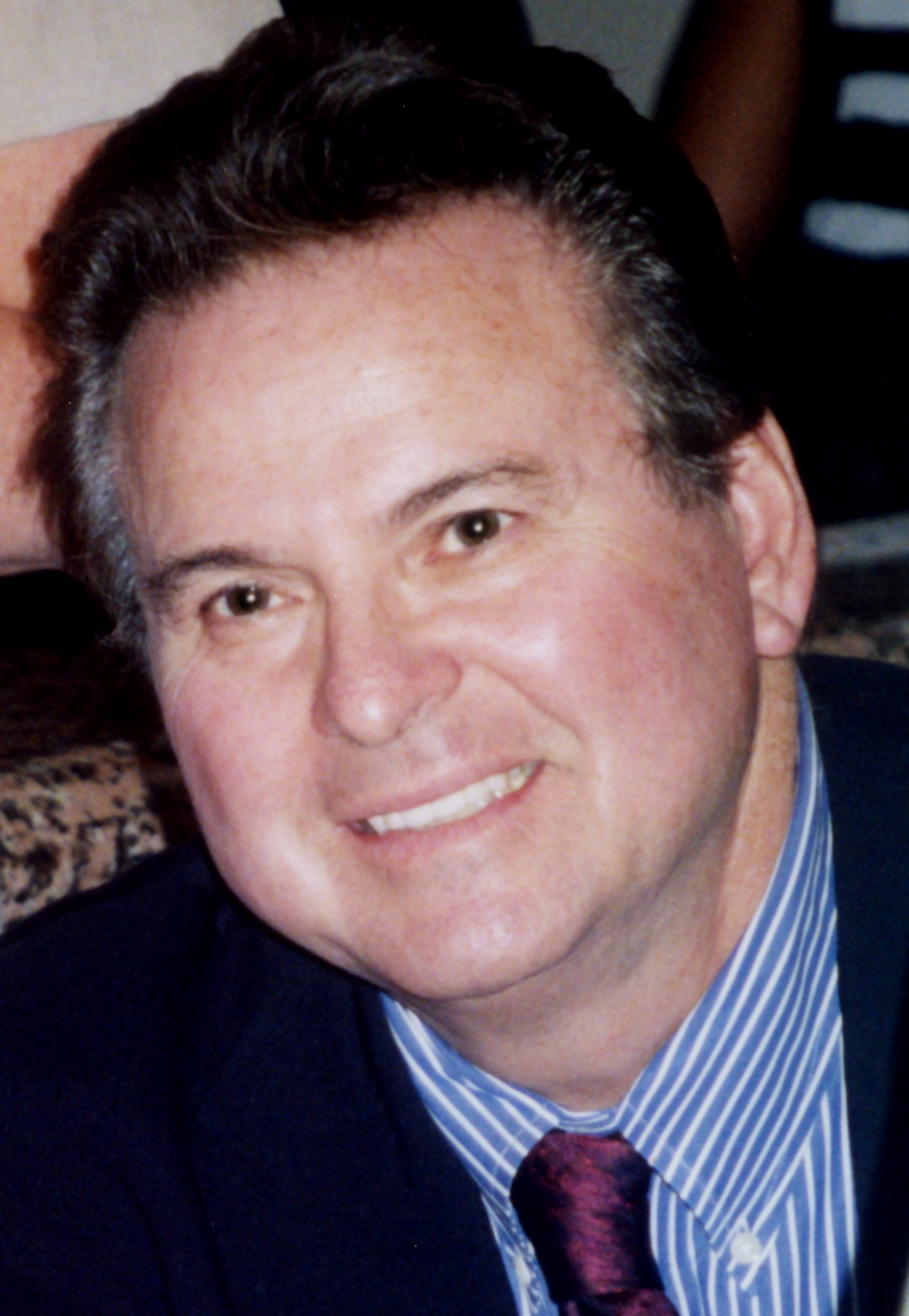
Stuart Damon, 2009

Stuart Damon (* 5. Februar 1937 in New York City, New York als Stuart Michael Zonis; † 29. Juni 2021) war ein US-amerikanischer Schauspieler.

## Leben
Damon hatte 1959 sein Broadwaydebüt. 1962 spielte er seine erste Fernsehrolle in den USA, zog aber dann für rund ein Jahrzehnt nach England. Nach einigen Nebenrollen erhielt er 1968 eine der Hauptrollen der britischen Fernsehserie The Champions. Seinen größten Erfolg feierte er in der US-amerikanischen Seifenoper General Hospital. Dort spielte er 31 Jahre lang die Rolle des Dr. Alan Quartermaine, von 1977 bis zu seinem Serientod 2008. Damon wurde für seine Rolle in General Hospital 1999 mit dem Emmy ausgezeichnet. Zuvor wurde er sechsmal dafür nominiert (1982, 1983, 1984, 1991, 1996, 1997). Den Soap Opera Digest Award gewann er 1996 und 1999. Fünfmal wurde er dafür nominiert (1988, 1989, 1990, 1992, 1993).
Damon war ab 1961 mit Deirdre Ann Ottewill verheiratet. Aus der Ehe gingen zwei Kinder hervor. Im Jahr 2000 adoptierte das Paar ein weiteres Kind.

## Filmographie (Auswahl)
- 1962: Gnadenlose Stadt (Naked City; Fernsehserie, Folge The One Marked Hot Gives Cold)
- 1965: Cinderella (Fernsehfilm)
- 1967: Der Mann mit dem Koffer (Man in a Suitcase; Fernsehserie, Folge Man from the Dead)
- 1968–1969: The Champions (Fernsehserie, 30 Folgen)
- 1969: Department S (Fernsehserie, Folge Handicap Dead)
- 1969: Simon Templar (The Saint; Fernsehserie, Folge The Ex-King of Diamonds)
- 1971: UFO (Fernsehserie, Folge Mindbender)
- 1972–1973: Gene Bradley in geheimer Mission (The Adventurer; Fernsehserie, 2 Folgen)
- 1973: Black Beauty (Fernsehserie, Folge The Secret of Fear)
- 1973: Mann, bist du Klasse! (A Touch of Class)
- 1975–1977: Mondbasis Alpha 1 (Space: 1999; Fernsehserie, 3 Folgen)
- 1976–1977: Yanks Go Home (Fernsehserie, 13 Folgen)
- 1977: Mit Schirm, Charme und Melone (The Avengers; Fernsehserie, Folge Trap)
- 1977–2013: General Hospital (Fernseh-Seifenoper, regelmäßige Rolle)
- 1982/1983: Fantasy Island (Fernsehserie, 2 Folgen)
- 1983: Star 80
- 1985: Hotel (Fernsehserie, Folge Echoes)
- 1993: Perry Mason und der Kuß des Todes (Perry Mason: The Case of the Killer Kiss, Fernsehfilm)
- 1997: Diagnose: Mord (Diagnosis Murder; Fernsehserie, Folge Physician, Murder Thyself)
- 1998: Der Chaotenboss (Chairman of the Board)
- 2009–2010: Jung und Leidenschaftlich – Wie das Leben so spielt (As the World Turns; Fernseh-Seifenoper, 20 Folgen)
- 2010: Zeit der Sehnsucht (Days of our Lives; Fernseh-Seifenoper, 5 Folgen)
- 2013: Rain from Stars

## Broadway
- 1959: First Impressions
- 1960: Irma La Douce
- 1960: From A to Z
- 1965: Do I Hear a Waltz?